# 廖岷

廖岷（1968年12月—），男，汉族，江西南昌人，中华人民共和国政治人物，前民谣歌手，现任中华人民共和国财政部党组成员、副部长。中共二十大代表，第十二届全国政协委员。

## 经历
廖岷是北京大学86级国民经济管理专业毕业、90级经济学院经济学硕士研究生，后又于2006年获英国剑桥大学工商管理硕士（MBA）学位。大学期间廖岷是北大校园内一名民谣歌手。廖岷1988年2月加入中国共产党，1993年7月参加工作。廖岷英语水平较好，参加外事活动可以不用翻译。
廖岷曾长期在金融系统工作。1993至2003年，廖岷先后在中国人民银行、中国光大集团、中国银行总行工作。2003年至2010年，廖岷在中国银监会先后任办公厅副主任、主任，兼系统团委书记。2011年至2016年，廖岷任上海银监局局长、党委书记。2012年上海发生了系列钢贸骗贷事件，廖岷担任上海银监局局长期间，进行了风险进行测算、处置。上海钢贸风险的化解保持了银行债权维护，钢贸行业长远发展，和维护社会稳定三方面的平衡，被认为是防范金融风险，成功“去杠杆”的典型。2011年末至2015年末，钢贸表内外授信余额，已从严重超融资的2200亿元，下降到正常贷款296亿元，其中成功重组、回收信贷资产约1400亿元。
2016年12月，廖岷任中央财经领导小组办公室经济四局(国际经济局)局长。
2018年5月，廖岷任中央财经委员会办公室副主任，2018年6月兼任财政部副部长。2023年10月，不再担任中央财办副主任。
廖岷曾于2018年、2019年两次访美，就中美贸易战问题进行磋商。2022年当选中共二十大代表。
廖岷被认为是学者型官员，曾先后编纂出版了《欧元震撼》、《控制系统性风险改革之路》、《经济新常态下的银行业监管治理探索》、《金融租赁研究》、《危机后我国金融衍生产品发展路径选择》等专著，翻译了《人为制造的脆弱性》、《欧元的思想之争》等书。